# Aymen Bacha
Pour les articles homonymes, voir Bacha.
Aymen Bacha (arabe : ايمن باشا), né le 26 octobre 1999, est un haltérophile tunisien.

## Carrière
Aymen Bacha est médaillé d'argent à l'arraché dans la catégorie des moins de 105 kg aux Jeux méditerranéens de 2018 à Tarragone. Il est ensuite médaillé d'or à l'arraché et médaillé de bronze au total dans la catégorie des moins de 109 kg aux championnats d'Afrique 2019 au Caire.
Il obtient ensuite la médaille d'or à l'arraché et deux médailles d'argent à l'épaulé-jeté et au total dans la catégorie des moins de 109 kg aux Jeux africains de 2019 à Rabat.
Dans cette même catégorie, il obtient trois médailles d'or aux championnats d'Afrique 2021 à Nairobi.
Il participe aux Jeux olympiques de 2020 à Tokyo.
Il est médaillé d'or à l'épaulé-jeté et médaillé d'argent à l'arraché en moins de 102 kg aux Jeux méditerranéens de 2022 à Oran.
Il remporte la médaille d'or à l'arraché, à l'épaulé-jeté et au total dans la catégorie des moins de 109 kg aux championnats d'Afrique 2023 à Tunis.
Il remporte la médaille d'argent à l'arraché dans la catégorie des moins de 102 kg aux championnats du monde 2024 à Manama puis la médaille d'or à l'arraché dans la catégorie des moins de 109 kg aux championnats d'Afrique 2025 à Moka.